# 塔凯陨石坑
塔凯陨石坑（Tacquet）是位于月球正面澄海南部的一座小撞击坑，其名称取自比利时数学家安德烈·塔凯（André Tacquet，1612年-1660年），1935年被国际天文学联合会正式接受。

## 描述

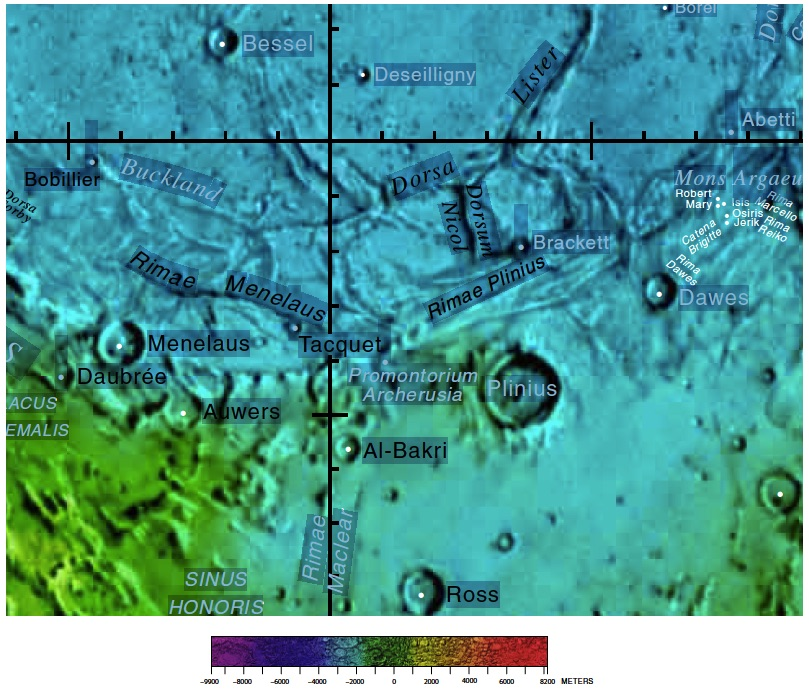
塔凯陨石坑的周边，月球正面区域图。

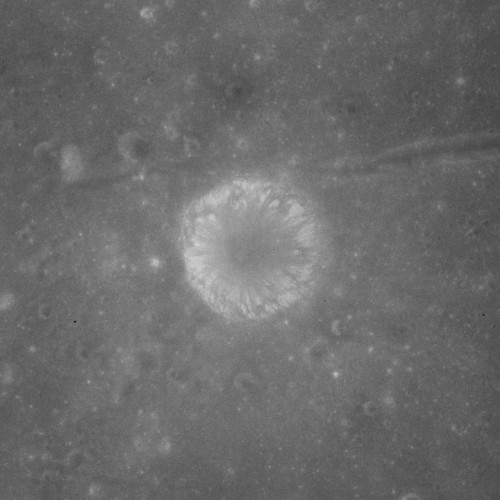
阿波罗15号拍摄的图像

该陨坑西侧及西北分别毗邻门纳劳斯陨石坑和博比利尔陨石坑、北面坐落有贝塞尔陨石坑和德塞利尼陨石坑，布拉开陨石坑和普林尼陨石坑分别位于它的东北偏东和东南偏东、它的东南偏南及西南则靠近阿巴克里陨石坑和奥威尔斯陨石坑。塔凯陨石坑的西侧坐落了弧状的海玛斯山脉、蜿蜒的门纳劳斯月溪则切过了它的北侧壁、往北面稍远绵延着逶迤的巴克兰山脊，而东面和东南偏东则分布有笔直的普林尼月溪和楔入在月海中的阿切鲁西亚岬；沿它的东南、南面和西南偏西则坐落了靜海、荣誉湾和冬湖。该陨坑中心月面坐标为16°38′N 19°12′E / 16.64°N 19.2°E，直径6.43公里，深约1.09公里。
塔凯陨石坑外观呈圆杯状，几乎未受到撞击侵蚀，环陨坑月表覆盖着一层高反照率的喷出物。它的坑壁最大高出周边地形240米，内部容积约10.63立方千米。形态特征隶属于ALC 型（以该类陨石坑的典型代表—卫星坑阿尔巴塔尼 C所命名）。
塔凯陨石坑已被月球和行星观测协会（ALPO）列入《带有明亮射纹系统的撞击坑列表》。

## 卫星陨石坑
按惯例，最靠近塔凯陨石坑的卫星坑在月图上以字母标注在该坑中心点的旁边。
| 塔凯 | 纬度    | 经度    | 直径    |
| ---- | ------- | ------- | ------- |
| B    | 15.8° N | 20.0° E | 14 公里 |
| C    | 13.5° N | 21.1° E | 6 公里  |

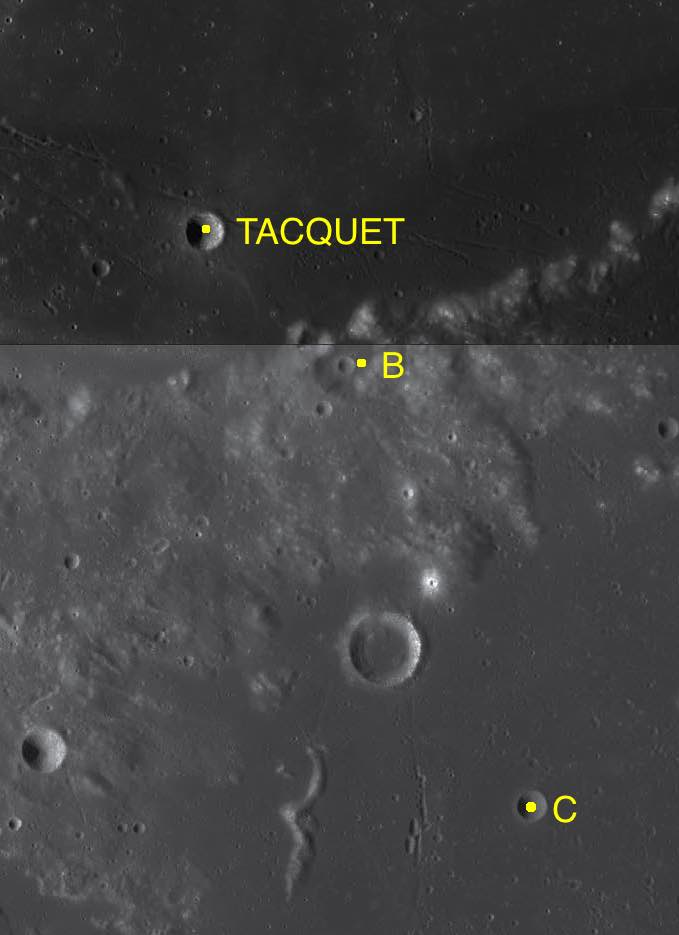
LAC-42和LAC-60拼接图

- 卫星坑塔凯 A已于1976年被国际天文学联合会更名为阿巴克里陨石坑[4]。

## 另请参阅
- Andersson, L. E.; Whitaker, E. A. . NASA RP-1097. 1982.
- Blue, Jennifer. . USGS. July 25, 2007  [2007-08-05]. （原始内容存档于2014-09-24）.
- Bussey, B.; Spudis, P. . New York: Cambridge University Press. 2004. ISBN 978-0-521-81528-4.
- Cocks, Elijah E.; Cocks, Josiah C. . Tudor Publishers. 1995. ISBN 978-0-936389-27-1.
- McDowell, Jonathan. . Jonathan's Space Report. July 15, 2007  [2007-10-24]. （原始内容存档于2012-05-26）.
- Menzel, D. H.; Minnaert, M.; Levin, B.; Dollfus, A.; Bell, B. . Space Science Reviews. 1971, 12 (2): 136–186. Bibcode:1971SSRv...12..136M. doi:10.1007/BF00171763.
- Moore, Patrick. . Sterling Publishing Co. 2001. ISBN 978-0-304-35469-6.
- Price, Fred W. . Cambridge University Press. 1988. ISBN 978-0-521-33500-3.
- Rükl, Antonín. . Kalmbach Books. 1990. ISBN 978-0-913135-17-4.
- Webb, Rev. T. W.  6th revised. Dover. 1962. ISBN 978-0-486-20917-3.
- Whitaker, Ewen A. . Cambridge University Press. 1999. ISBN 978-0-521-62248-6.
- Wlasuk, Peter T. . Springer. 2000. ISBN 978-1-85233-193-1.